# ريغي بورتر
ريغي بورتر (بالإنجليزية: Reggie Porter)‏ هو لاعب كرة قدم أمريكية أمريكي، ولد في 13 يوليو 1994 في أميت في الولايات المتحدة.